# 谷华运
谷华运（1924年—），女，浙江余姚人，中国组织学与胚胎学家，曾任上海医科大学教授、博士生导师。